# Phare de Tongue Point
Le phare de Tongue Point (en anglais : Tongue Point Light), également connu sous le nom de Bridgeport Breakwater ou Bug Light, est un phare du Long Island Sound situé du côté ouest de l'entrée du port de Bridgeport dans le Comté de Fairfield, Connecticut.
Ce phare est inscrit au Registre national des lieux historiques depuis le 29 mai 1990 sous le n° 89001478.

## Historique
Le phare a été construit à l'origine au bout d'un brise-lames à environ 150 m au large. En 1919, le canal de navigation a été élargi et le phare a été déplacé de 85 m à l'intérieur des terres. Aucun quartier de gardien n'a été construit au pont de brise-lames de Bridgeport. Le gardien était responsable du port de Bridgeport et du brise-lames de Bridgeport.
La lumière a été automatisée en 1954. En 1967, la Garde côtière a prévu d'enlever le phare mais les plaisanciers locaux ont protesté. Le phare reste une aide active à la navigation. Une optique moderne a remplacé la lentille de Fresnel d'origine du sixième ordre en 1988.

## Description
Le phare est une tour conique en fonte, avec galerie et lanterne, de 9,5 m de haut. La tour est entièrement noire. Il émet, à une hauteur focale de 9,5 m, un bref éclat vert de 0.4 seconde  par période de 4 secondes. Sa portée est de 5 milles nautiques (environ 9 km).

## Caractéristiques dufeu maritime
Fréquence : 4 secondes (G)
- Lumière : 0.4 seconde
- Obscurité : 3.6 secondes

Identifiant : ARLHS : USA-1235 ; USCG :  1-24635 ; Admiralty : J0832.

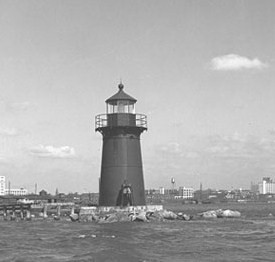
Le phare (photo USCG)
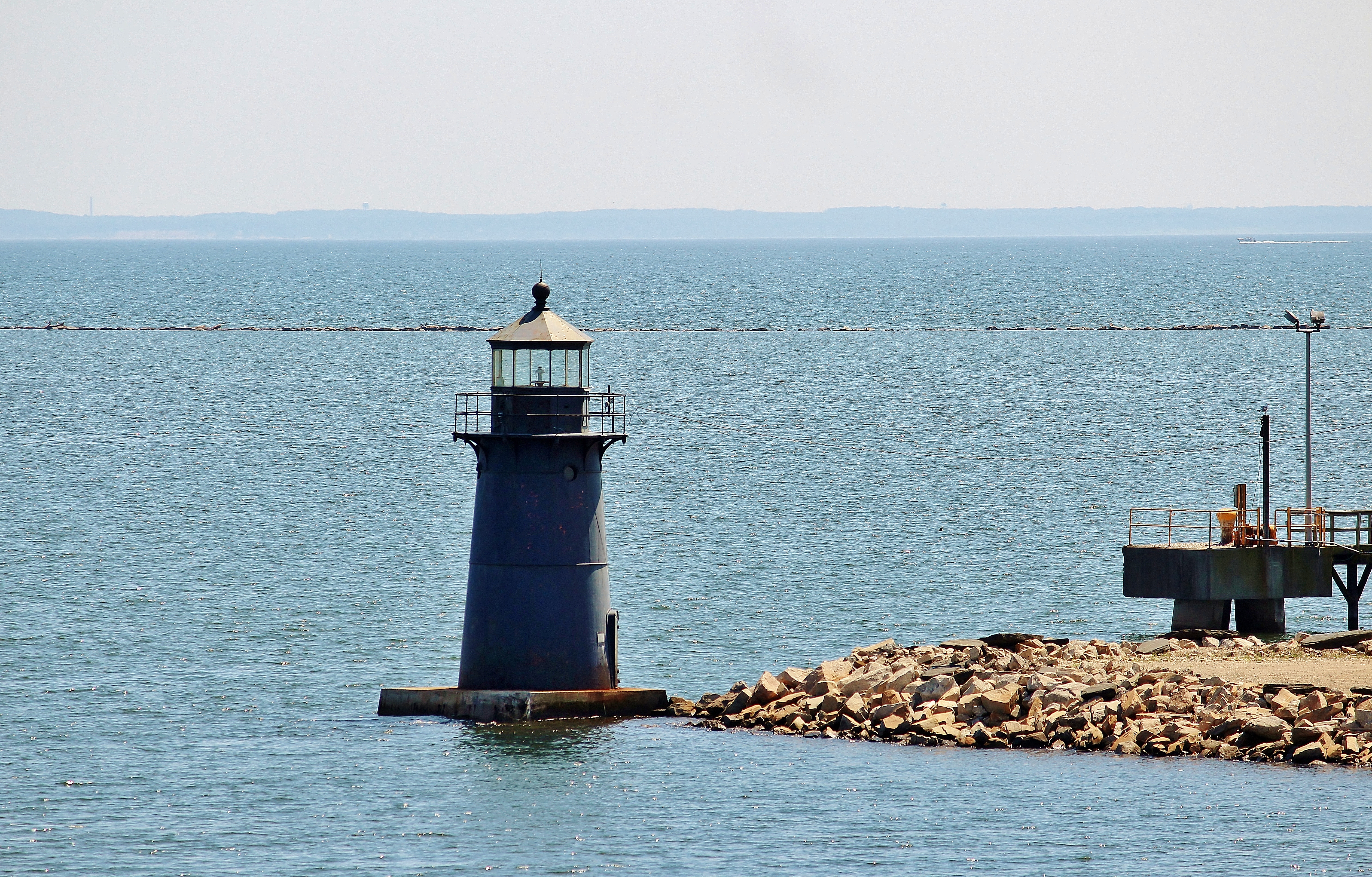
Le phare
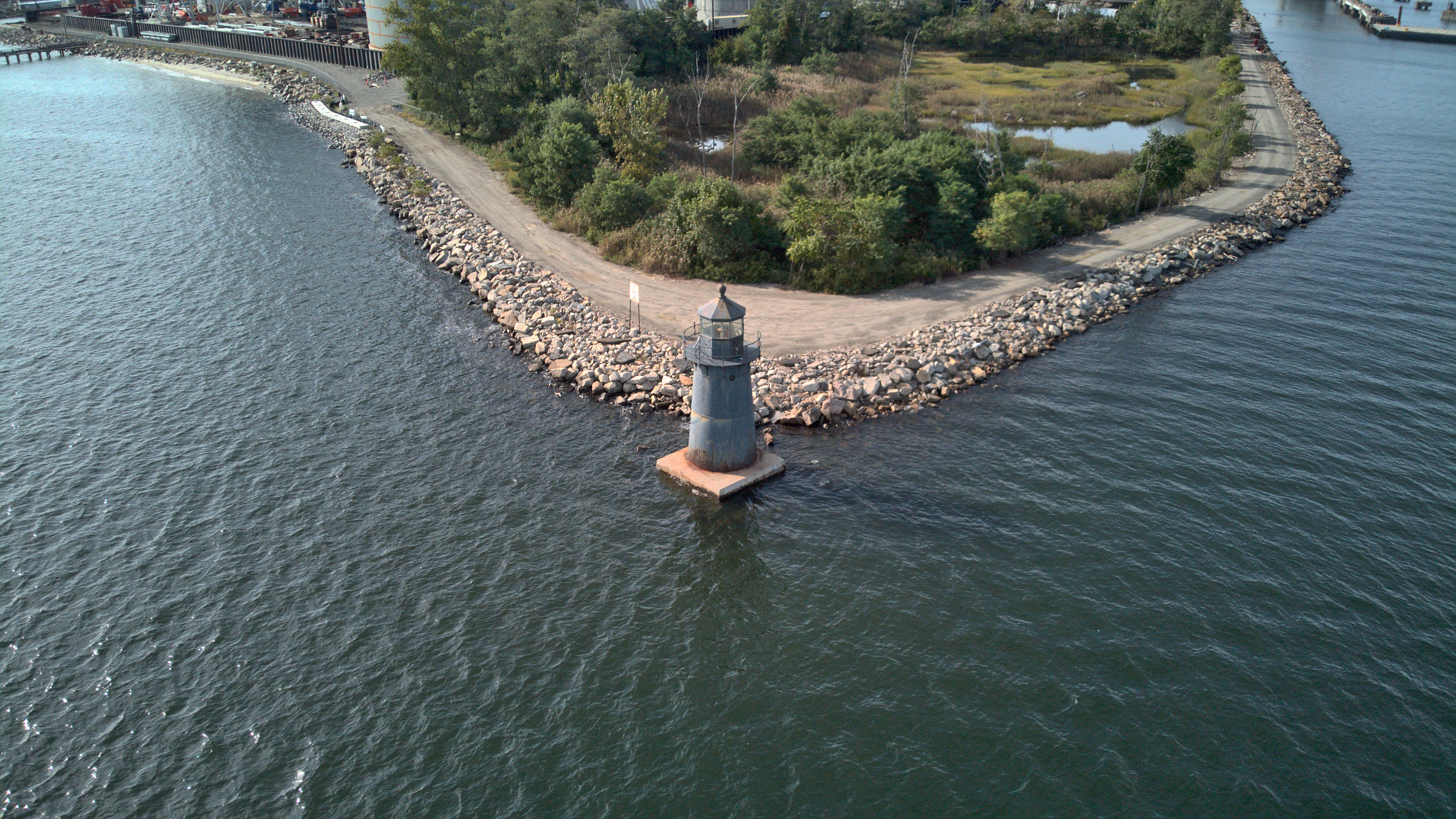
Le phare

### Lien connexe
- Liste des phares du Connecticut